# Osiedle Langiewicza
Osiedle Langiewicza – osiedle mieszkaniowe położone w Bielsku-Białej, w dzielnicy Złote Łany. Jest nazwane na cześć generała Mariana Langiewicza.
Najstarszą część osiedla stanowi zespół pięciokondygnacyjnych bloków z wielkiej płyty o charakterystycznej wieloczłonowej konstrukcji wzniesionych w latach 1984–1990 według projektu Stanisława Gawlasa w rejonie ulicy Urodzajnej (dziewięć budynków), Złotych Kłosów (trzy budynki) i Juliana Tuwima (trzy budynki). W kolejnych dekadach było dalej rozbudowywane w formie inwestycji deweloperskich, spośród których do największych należą Złote Wzgórze (cztery budynki z 2009), Osiedle Pogodne (osiem budynków z 2012), Osiedle Siewna (siedem budynków z lat 2016–2019) i Osiedle Urodzajna (cztery budynki z 2019). Pomiędzy nimi wytyczone zostały ulice Jakuba Glasnera, Kazimiery Alberti i Jana Grabowskiego z zabudową szeregową. Na pograniczu osiedla Langiewicza i osiedla Złote Łany wybudowano w latach 1983–1991 katolicki kościół parafialny św. Józefa.
Osiedle obsługują (stan 2022) linie autobusowe MZK Bielsko-Biała: 4, 15, 21, 22 i 23. „Osiedle Langiewicza” jest częścią nazwy czterech przystanków przy ulicach Urodzajna, Łagodna i Juliana Tuwima.